# Club Deportivo San Roque de Lepe
El Club Deportivo San Roque de Lepe, S. A. D. es un equipo de fútbol situado en la ciudad de Lepe (Huelva, España). Fue fundado el 31 de octubre de 1956 y juega en el Grupo X de la Tercera Federación. Juega sus partidos como local en el Estadio Ciudad de Lepe, inaugurado en 2011.
El logro histórico más importante del club es la consecución del título de la Copa Federación el año 2010, en una final de ida y vuelta ante el Lorca Deportiva, con un global de 3-0 en la eliminatoria, siendo este el segundo título nacional de un equipo de fútbol de la provincia de Huelva, tras el Campeonato Nacional de Liga de Segunda División que consiguió el Recreativo de Huelva en la temporada 2005/2006.
En mayo de 2021 se posicionó como el equipo de la provincia que compite en mayor categoría, superando al Recreativo de Huelva, que tradicionalmente ostentaba esta posición.

## Historia

### Antecedentes
Los primeros partidos de fútbol de los que se tiene constancia en Lepe se jugaron en 1927, cuando un grupo de aficionados al fútbol creó el equipo Hércules FC de Lepe. Se pierde el rastro de este equipo durante la Guerra Civil.
En 1950 llega a Lepe José Arrayás Mora, un cura joven que quiso atraerse a la juventud de la época a través del deporte, creando un equipo a través de Acción Católica, organización juvenil religiosa de la época. Otros jóvenes no pertenecientes a Acción Católica, decidieron fundar otro equipo llamado Amigos de San Roque, en honor al patrón de la localidad.
Don José Arrayás llega a la conclusión de que hay que aunar esfuerzos y da los primeros pasos para fundir a estos dos equipos en uno, lo que daría lugar al “San Roque de Acción Católica”, embrión que fue del actual CD San Roque de Lepe.
Eran tan grande la fiebre de fútbol en Lepe y tales expectativas había creado este primitivo San Roque de Acción Católica en la localidad que en las fiestas de La Bella de 1956 se preparó un partido ante Gibraleón en los terrenos de Rubalcaba (frente al actual campo municipal de deportes). El equipo de entonces no contaba con unas camisetas adecuadas para un encuentro tan serio. En el recinto ferial había instalado un circo, donde trabajaba un chaval llamado Paco que decía que en la pista de los “coches topes” trabajaba un hombre que tenía una equipación completa, y que él se comprometía a pedírselas con la condición de que le dejaran jugar en el partido. Así se hizo.
Estas camisetas de rayas verticales amarillas y negras eran del Iberia Sport Club (embrión del actual Real Zaragoza). Tras el partido, Gonzalo Raúl Rodríguez compra por el precio de 850 pesetas todas las equipaciones, que desde entonces forman los colores oficiales del club lepero.
Por eso, la segunda equipación del Real Zaragoza y la primera equipación del C.D.San Roque de Lepe son iguales:Amarilla con rayas negras.

### Fundación y primeros años
El partido anteriormente reseñado aumentó más si cabe la fiebre futbolística en Lepe, lo que condujo irremisiblemente a la fundación oficial del CD San Roque el 31 de octubre de 1956, tras una reunión en los salones del Casino. El presidente la junta promotora fue el alcalde de la época, César Barrios; y el primer entrenador Fernando Fernández Vázquez. El 2 de diciembre de 1956 queda constituida definitivamente la primera junta directiva del club, siendo presidente Diego Díaz Hernández.
Seguidamente se aprueba que el club debía llevar un escudo de forma triangular, con un penacho, rodeado de una orla en color rojo con fondo blanco; llevando en la parte superior cinco círculos que representan las cinco anillas olímpicas, en la parce central un dragón, un castillo y una adelfa, de derecha a izquierda, que representan en escudo de la villa de Lepe. En la parte inferior, a rayas verticales, los colores del club, amarillo y negro; encia de los colores una S y una R que dicen San Roque, y un balón de fútbol.
La historia del CD San Roque de Lepe está ligada indisolublemente al campo municipal de deportes, cuya compra por parte del club se produjo por la obligación de tener una cancha propia para poder participar en competición oficial. De esta forma, el Pleno del Ayuntamiento de Lepe aprobó la compra de 2 fincas en el Cornacho: una para el colegio Alonso Barba y la otra para el campo de fútbol, cuyo precio era de 58.000 pesetas.
El Ayuntamiento de Lepe recibió un adelanto del Gobierno Civil de la provincia para la compra del mismo y con la influencia del alcalde César Barrios se consiguió que esos terrenos pasaran a propiedad del municipio. Para poder sufragar las obras de construcción, aparte de la aportación municipal, el San Roque pidió la colaboración de los marineros de El Terrón y otros sectores comerciales de la localidad, además de la aportación voluntaria de los vecinos del pueblo. El 7 de julio de 1957 se inauguró oficialmente el campo municipal.
Ese mismo año se jugó el I Trofeo de La Bella, quedando el Recreativo de Huelva campeón ante el San Roque y el Ayamonte.
En la temporada 1957-1958 el club debuta en competición oficial, en la Provincial de Huelva. El primer partido oficial del San Roque se disputó exactamente un año después de su fundación en San Juan del Puerto, con victoria aurinegra por 1-2. El primer encuentro oficial que vivió el Municipal fue el San Roque 3-1 El Campillo. Aquella temporada culminó con el cuadro lepero en la primera posición, consiguiendo el ascenso a la Primera Regional.

### Años 1960 y 70
En la temporada 1965-1966 el San Roque consiguió por primera vez en su historia el ascenso a la Tercera División, a categoría nacional, tras quedar segundo durante la liga, con un último partido con derrota en Cartaya que privó a los leperos quedar campeón esa campaña, y tras superar hasta 5 eliminatorias y eliminar en último lugar al Antequerano. Aquel éxito deportivo se truncó pronto en desastre, pues al culminar la temporada del ascenso el equipo se quedó en última posición con una gran crisis económica, social y deportiva que a punto estuvo de acabar con el San Roque. No fue así y la entidad se rehízo de la mano de José Luis García Molins, más conocido como Pepe Luis “El Practicante”.
Una vez asegurada la pervivencia del club, el San Roque entra en una fase habitual a lo largo de su cincuentenaria historia: cambios más o menos frecuentes de entrenador y hasta de presidente de la entidad. El equipo estaba inmerso entonces, como casi todos los clubes del fútbol modesto, en un auténtico vaivén de jugadores y de ascensos y descensos de las distintas categorías, entre la Provincial y Regional. Así transcurrió casi toda la década de los años 70.

### Años 1980, 90 y conversión en SAD
Los 80 tampoco fueron mucho mejores en lo deportivo y en lo social, hasta que en la temporada 86-87 se consiguió un nuevo ascenso a Tercera que aclaró un poco la situación y que puso los cimientos de la primera edad dorada del San Roque. En la campaña 89-90 el San Roque conseguiría clasificarse por primera vez en su historia para disputar la Copa del Rey, y en su primera participación los leperos hicieron historia, siendo eliminados en la cuarta ronda por el Orihuela, tras un partido de vuelta con una actuación arbitral lamentable que privó al cuadro aurinegro de alcanzar mayores cuotas.
En la temporada siguiente, con Rafael Moreno en la presidencia, se conseguiría el mayor hito de la historia del club lepero hasta entonces: el ascenso a 2.ª B, después de superar una liguilla de ascenso que culminó con el ascenso definitivo en Cuenca.
Mención aparte merece la afición lepera, que tuvo que aguantar la temporada anterior una sanción de 6 meses de clausura del Municipal, que tuvo que desplazarse cada domingo hasta Huelva para ver jugar como local a los suyos en el antiguo estadio Colombino.
3 temporadas aguantó el San Roque en la categoría de bronce del fútbol español. En las dos primeras se consiguió la permanencia con apuros, partido por la salvación mediante, incluido, ante el Arosa. Tras la tercera temporada, el equipo lepero vuelve a la Tercera, categoría en la que se mantuvo con brillantez el cuadro aurinegro a pesar de los problemas, hasta que en la campaña 98-99 se volvió a caer en Regional, categoría que se recuperó en el año 2001 de la mano de Gonzalo Gregori en la presidencia, aunque esta tercera aventura en categoría nacional duraría una temporada.
En la campaña 2002-2003 tomó las riendas del club Pepe Ruiz, que sufrió diversos avatares, hasta que en la temporada del Cincuentenario 2006-2007, se culminaron todos los fastos con el regreso del equipo a Tercera. Los actos con motivo del 50 aniversario del CD San Roque de Lepe sirvieron como cimientos para afrontar la que puede considerarse segunda edad dorada del sanrroquismo. Así que tras una temporada de permanencia en Tercera, se consigue dar el salto de nuevo a Segunda División B de la mano de Alejandro Ceballos y José María Melo, apoyados en su trabajo por una junta gestora que rige los destinos del club hasta que en los próximos meses pase a transformarse en sociedad anónima deportiva.

### Equipo onubense en mayor categoría Temporada 2021/2022
Por primera y única ocasión, el San Roque consiguió ser temporalmente el equipo de fútbol masculino de la provincia de Huelva en mejor categoría, en mayo de 2021 (tras el descenso a Tercera RFEF del Real Club Recreativo de Huelva SAD), consumando el ascenso a la Segunda División RFEF tras vencer al Xerez CD por 2-1.

## Equipación 2020-21
Uniforme titular: camiseta de rayas amarillas y negras, calzonas negras, medias amarillas.
Uniforme alternativo: camiseta blanca, calzonas blanca, medias blancas.
El patrocinador principal del CD San Roque de Lepe, SAD en esta temporada es Supermercados El Jamón

## Estadio
El San Roque de Lepe juega sus partidos como local en el estadio «Ciudad de Lepe», inaugurado en 2011 con la presencia de la Copa del Mundo de Fútbol y que cuenta con una capacidad de unos 3512 espectadores, aproximadamente. Anteriormente jugaba sus partidos en el Campo Municipal de Deportes de Lepe («El Municipal»), con capacidad para 2500 espectadores sentados, 5000 de pie, aproximadamente. Fue inaugurado el 7 de julio de 1957.

## Datos del club
- Temporadas en Segunda División B: 9
- Temporadas en Tercera División: 19

### Trayectoria
Trayectoria del club en las últimas cuatro décadas:

## Cuerpo técnico 2020-21
- Entrenador: Antonio Fernández Rivadulla
- Entrenador de porteros: Juan Jesús Agudo Román

## Palmarés
- Tercera división (1): (2008/2009)
- Copa Federación (1): (2010/2011)